# Цапко Віктор Михайлович
Віктор Михайлович Цапко (нар. 1956, Верхні Сірогози на Херсонщині) — український художник; довгий час проживав за кордоном. З 2012 року проживає на Полтавщині у селі Великий Перевіз.

## Біографічні відомості
Народився Віктор Михайлович в Україні на Херсонщині у 1956 році в селі Верхні Сірогози. Дитячі та юнацькі роки пройшли на Хмельниччині в селі Волиця-Польова.
Початкову професійну підготовку отримав в Херсоні (10-ти місячні курси художника-оформлювача) а також студіювання в будинку культури, і праця художником на ХБК.
В 1979 році вступив до Одеського державного художнього училища ім. Грекова, яке закінчив з відзнакою, педагог з фаху Володимир Криштопенко. Отримав направлення на Черкаський художньо-оформлювальний комбінат(1983—1986).
З 1986 року жив у Санкт-Петербурзі, де продовжив студіювання в народній студії Суворова Василя Ілліча. Почав брати участь у виставках живопису.
З 1991 року у складі братства «Кобзар».
Перша виставка за кордоном відбулася у 1996 році в галереї КУМФ, Торонто, Канада.
З 1998 року по 2006 жив у Канаді, Торонто, де мав п'ять персональних виставок і багато колективних.
З 2012 року живе і творчо працює на Полтавщині в селі Великий Перевіз.

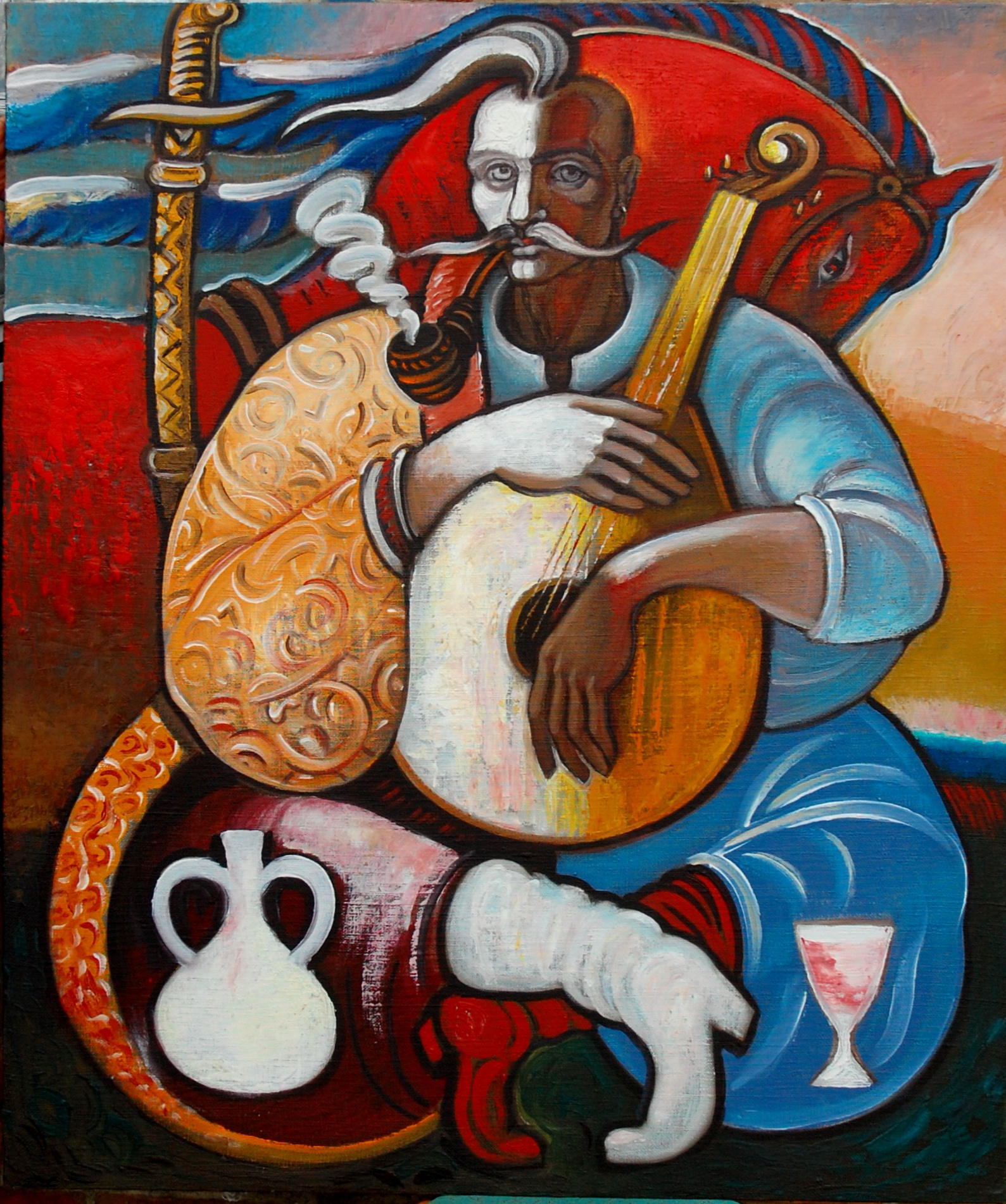
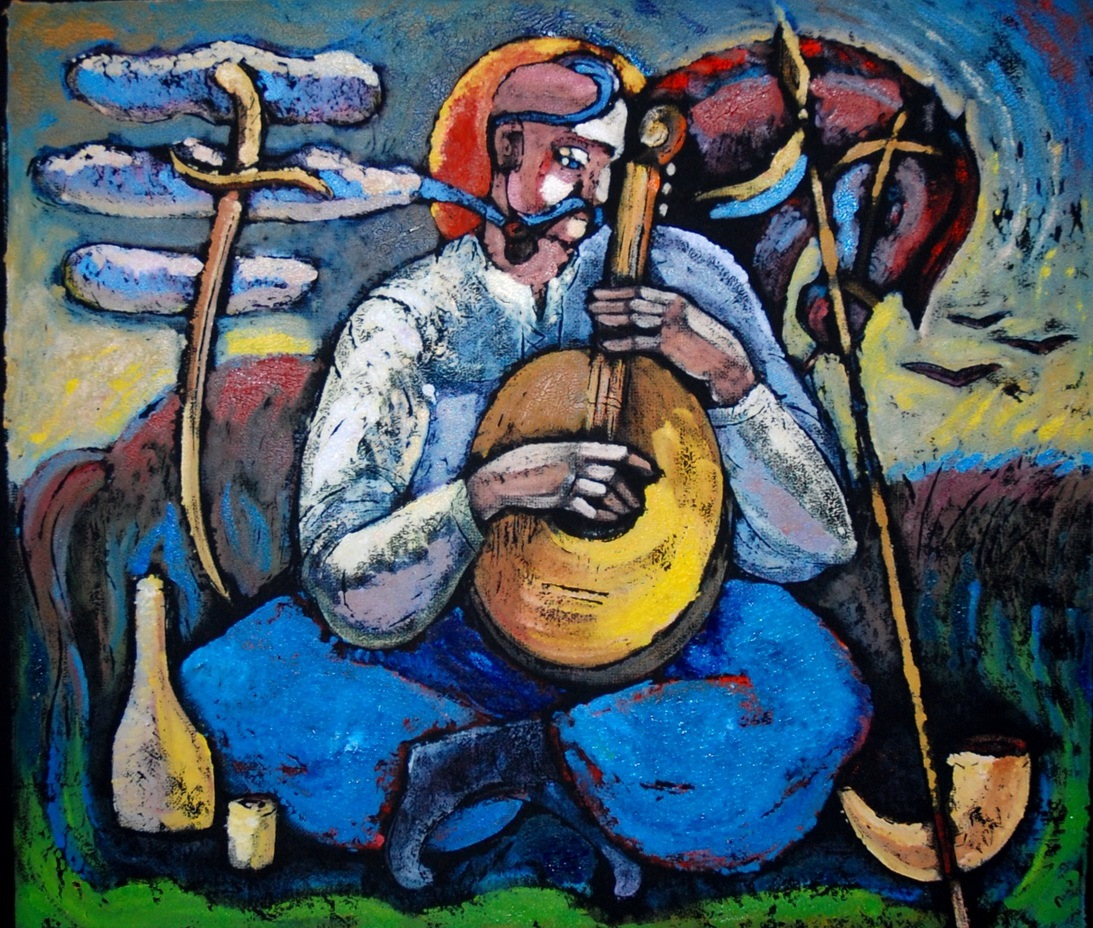
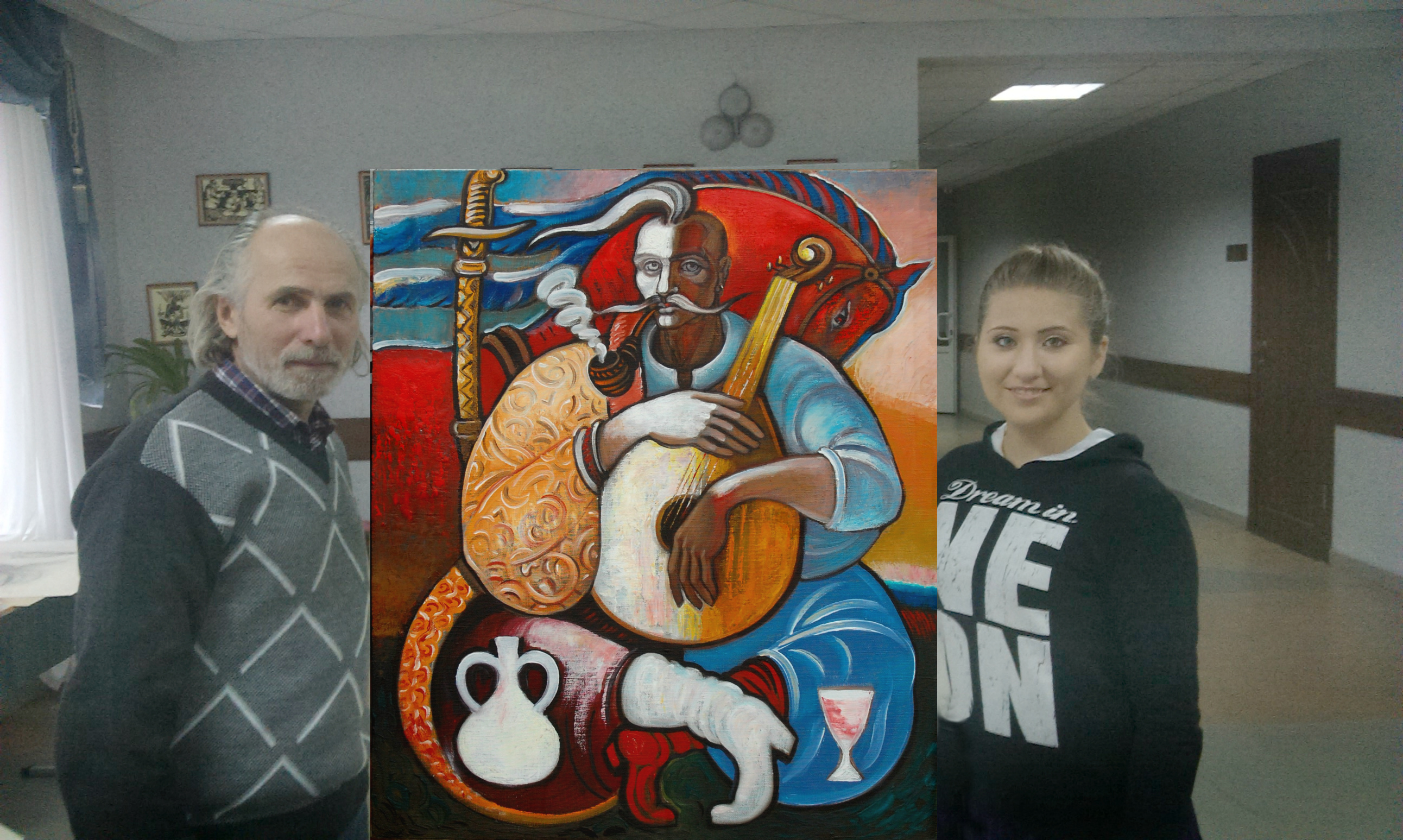
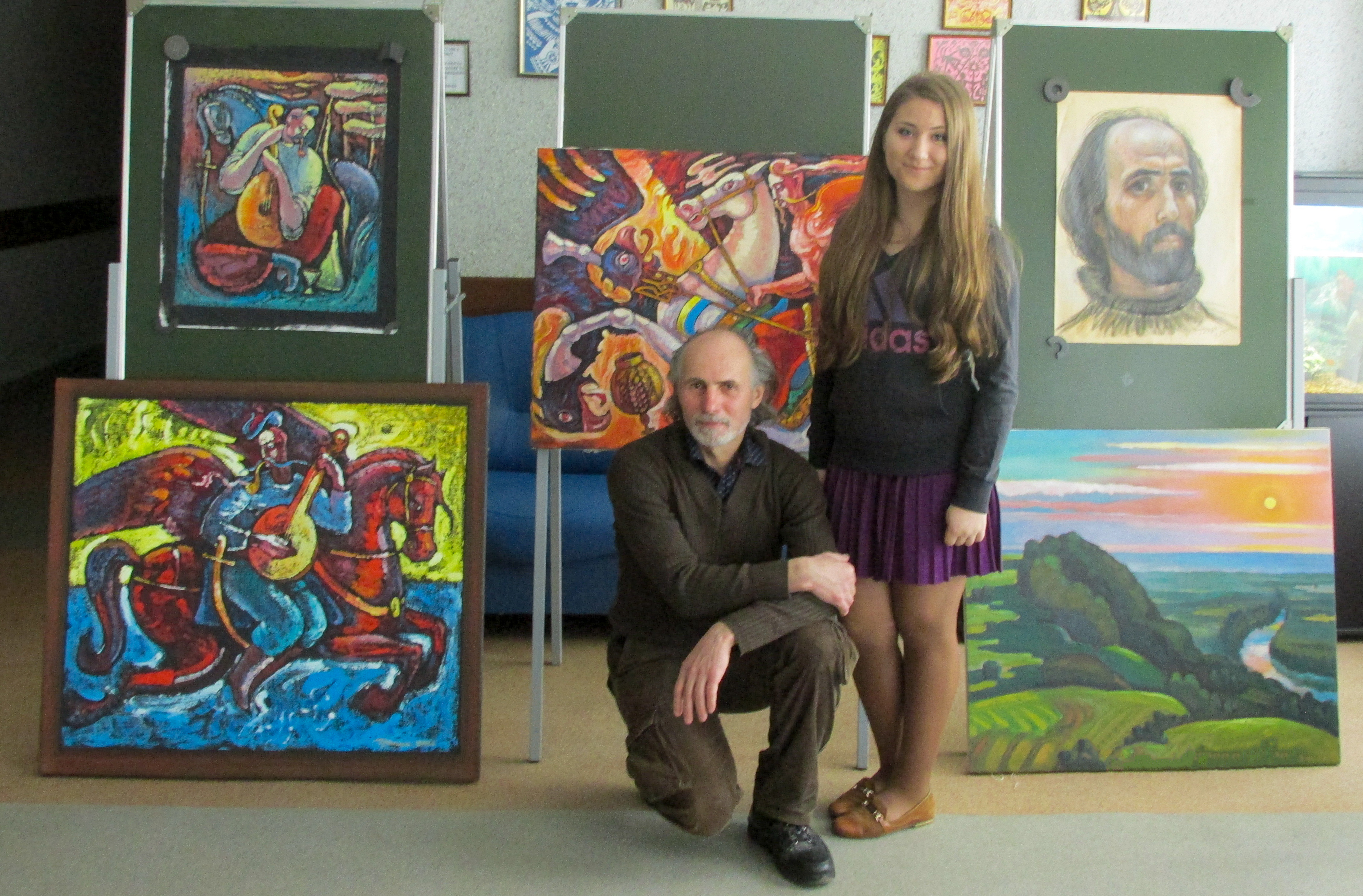

## Персональні виставки
1999 — КУМФ ГАЛЕРЕЯ (Торонто, Канада)
2002 — ATLANTISIA GALLERY (Торонто, Канада)
2003 — Український музей, Эдмонтон, Канада.
2006 — КУМФ ГАЛЕРЕЯ (Торонто, Канада)
- галерея інституту св. Володимира (Торонто, Канада).

## Групові виставки
1991 — фестиваль «Червона рута» Запоріжжя. Україна.
1991—1998 — спілка художників С-Петербург. Росія.
1992 — «Пан-Україна-92» Бієнале. Дніпропетровськ. Україна.
1993 — «Мамай з Петербургу» Український дім. Київ. Україна.
1994 — С-Петербургзький центр ЮНЕСКО. Росія.
1995 — «Пан-Україна-95» Бієнале. Дніпропетровськ. Україна.
- Мерія. С-Петербург. Росія.
1996 — КУМФ ГАЛЕРЕЯ (Торонто, Канада)
- «ВОЛЯ» BIEGAS GALLERY. Детройт. США.
- «ЕКО» галерея. Детройт. США.
1995—2005 — «EXPRESSION in ART» мистецький центр ОКВІЛ. Канада.
1999—2001 — «Виставка-аукціон» інститут св. Володимира (Торонто, Канада).
2001 — Консульство України. (Торонто, Канада).
2002—2005 «GRAZHDA» виставка українських мистців. США.
2000—2002 — КУМФ ГАЛЕРЕЯ. (українська спілка образотворчих мистців) Торонто. Канада.
2002—2003 «Український фестиваль» (Торонто, Канада).
2004 — «CEDAR RIDGE GALLERY» (Торонто, Канада).
2005—2006 – «TORONTO ART EXPO» (Торонто, Канада).
2007 — спілка художників С-Петербург. Росія.
2009 — «День художника» Одинадцята Всеукраїнська художня виставка. Київ.
2009—2011 — «Мамай-Фест» Дніпродзержинськ. Львів. Вінниця. Самбір.
2009 — «Мистецтво замість гармат» Міжнародний мистецький проект. Полтавський художній музей (галерея мистецтв).
2009 — «МИКОЛА ГОГОЛЬ» УКРАЇНА І СВІТ. Всеукраїнська художня виставка. Полтава. Україна.
2011 — Всеукраїнська виставка до Дня незалежності. Київ. Україна.
2011 — «Мальовнича Україна» Київ. Україна.